# Pia Jarvad
Pia Jarvad (født 20. juli 1946 i Sions Sogn) er en dansk sprogforsker, der især har forsket i, hvordan nye ord dannes og indlånes i det danske sprog. Hun har ligeledes beskæftiget sig med engelsk påvirkning af de skandinaviske sprog og domænetab. Pia Jarvad har været ansat i Dansk Sprognævn siden 1974 og har under fødenavnet Jarvad og giftenavnet Riber Petersen 1970-1990 udgivet en række bøger, blandt andet nyordsordbøgerne Nye ord i dansk 1955-1975 (1984) og Nye ord. Ordbog over nye ord i dansk 1955-1998 (1999). Førstnævnte indeholder også svenske og norske modsvarigheder. Senest har hun i 2006 stået bag en nyudgave af det klassiske værk Bevingende ord (grundlagt af T. Vogel-Jørgensen). Samme år udkom Ordet fanger. Festskrift til Pia Jarvad i anledning af 60-års-dagen udsendt af sprognævnet.

## Udvalgte udgivelser
- Bevingede ord (7. udg. af det af T. Vogel-Jørgensen grundlagte værk) (2006)
- Det danske sprogs status i 1990’erne med særligt henblik på domænetab (2001)
- Nye ord. Ordbog over nye ord i dansk 1955-1998 (1999)
- Nye ord. Hvorfor og hvordan? (1995)
- Pia Riber Petersen: Nye ord i dansk 1955-1975 (under medv. af Jørgen Eriksen) (1984)

## Reference
1. ↑  "Pia Jarvad 60 år". Arkiveret fra originalen 9. juni 2007. Hentet 15. august 2007.